# 国道377号
国道377号（こくどう377ごう）は、徳島県鳴門市から香川県観音寺市に至る一般国道である。

## 概要
鳴門市から東かがわ市白鳥までは海沿いを通る国道11号と同一の経路をたどっているが、白鳥で国道11号と分かれてからは香川県の内陸部を経由して観音寺市までを結んでいる路線である。
2012年（平成24年）の払川トンネル開通以降、センターラインの無い狭い区間は東かがわ市入野山から五名に至る区間と五名払川の一部、さぬき市多和の一部、綾歌郡綾川町枌所東の一部にあるのみでそれ以外の区間はおおむね2車線が確保され走りやすくなっている。

### 路線データ
一般国道の路線を指定する政令に基づく起終点および重要な経過地は次のとおり。
- 起点：鳴門市（鳴門IC入口交差点 = 国道11号上、高松自動車道・神戸淡路鳴門自動車道 鳴門IC）
- 終点：香川県三豊郡豊浜町[注釈 2]（姫浜交差点 = 国道11号交点、香川県道245号豊浜港線終点）
- 重要な経過地：香川県大川郡白鳥町[注釈 3]、同県木田郡三木町、同県香川郡香川町[注釈 4]、同県綾歌郡綾歌町[注釈 5]、同県仲多度郡琴平町、同郡仲南町[注釈 6]、観音寺市（粟井町）
- 総延長 : 123.3 km（徳島県 18.5 km、香川県 104.8 km）重用延長を含む。[2][注釈 7]
- 重用延長 : 60.9 km（徳島県 18.4 km、香川県 42.5 km）[2][注釈 7]
- 未供用延長 : なし[2][注釈 7]
- 実延長 : 62.4 km（徳島県 0.0 km、香川県 62.3 km）[2][注釈 7]
  - 現道 : 61.5 km（徳島県 0.0 km、香川県 61.5 km）[2][注釈 7]
  - 旧道 : 0.9 km（徳島県 - km、香川県 0.9 km）[2][注釈 7]
  - 新道 : なし[2][注釈 7]
- 指定区間：国道11号、国道32号と重複する区間（徳島県鳴門市・鳴門IC入口交差点（起点） - 香川県東かがわ市・田高田交差点、丸亀市・新羽床口交差点 - 仲多度郡まんのう町・買田東交差点）[3]

## 歴史
- 1972年（昭和47年）3月10日 - 香川県が主要地方道22号（初代）琴平豊浜線を認定。
- 1975年（昭和50年）4月1日 - 国道32号の一部と県道琴平豊浜線を一般国道377号（高松市 - 香川県三豊郡豊浜町[注釈 2]）として指定。
- 1976年（昭和51年）10月5日 - 香川県道・徳島県道6号引田清水線（香川県大川郡引田町[注釈 3] - 徳島県美馬郡脇町[注釈 8]）を認定。
- 1992年（平成4年）4月[要出典] - 香川県道22号（2代目）善通寺香川線の一部（綾歌郡綾歌町[注釈 5]新羽床口交差点 - 香川郡香川町[注釈 4]鮎滝交差点）を編入し、香川町経由になる。県道善通寺香川線の残存部は香川県道22号善通寺綾歌線となる。
- 1993年（平成5年）4月1日 - 県道引田清水線の一部（大川郡白鳥町[注釈 3]西山交差点 - 美馬郡脇町[注釈 8]清水交差点を編入し、一般国道377号（鳴門市 - 香川県三豊郡豊浜町[注釈 2]）として指定。県道引田清水線の残存部は香川県道40号白鳥引田線となる。

## 路線状況

### バイパス・拡幅事業
道路幅員が狭小で大雨などの際に通行規制が多い区間を解消するため、改良事業が実施されている。
- 五名バイパス
  - 五名（ごみょう）バイパスは、東かがわ市五名に建設された延長870 mのバイパス道路である。1995年（平成7年）に着手し、2001年（平成13年）11月4日五名トンネルを含むバイパスが開通し、大窪寺への参拝者が増加した[4]。
- 払川拡幅事業
  - 払川（はらいがわ）拡幅事業は、東かがわ市五名からさぬき市多和にかけて事業中の延長3,010 mの拡幅事業である。
  - 1996年（平成8年）に着手し、大窪トンネルを含む640 mが2006年（平成18年）7月29日に開通[5]し、はらいがわトンネルや五名大橋を含む900 mが2012年（平成24年）7月24日に開通[6]。

### 重複区間
- 国道11号（徳島県鳴門市撫養町木津・ 鳴門IC入口交差点（起点） - 香川県東かがわ市白鳥・田高田交差点）
- 国道318号（香川県東かがわ市白鳥・田高田交差点 - 東かがわ市西山・白鳥町西山交差点）
  - このため、起点から西山交差点までの案内表示に国道377号の表示は無い。
- 国道193号・国道492号（香川県木田郡三木町大字奥山 - 高松市香川町安原下第3号）
- 国道32号（香川県丸亀市綾歌町栗熊東・新羽床口交差点 - 仲多度郡まんのう町買田・買田東交差点）

### 道路施設

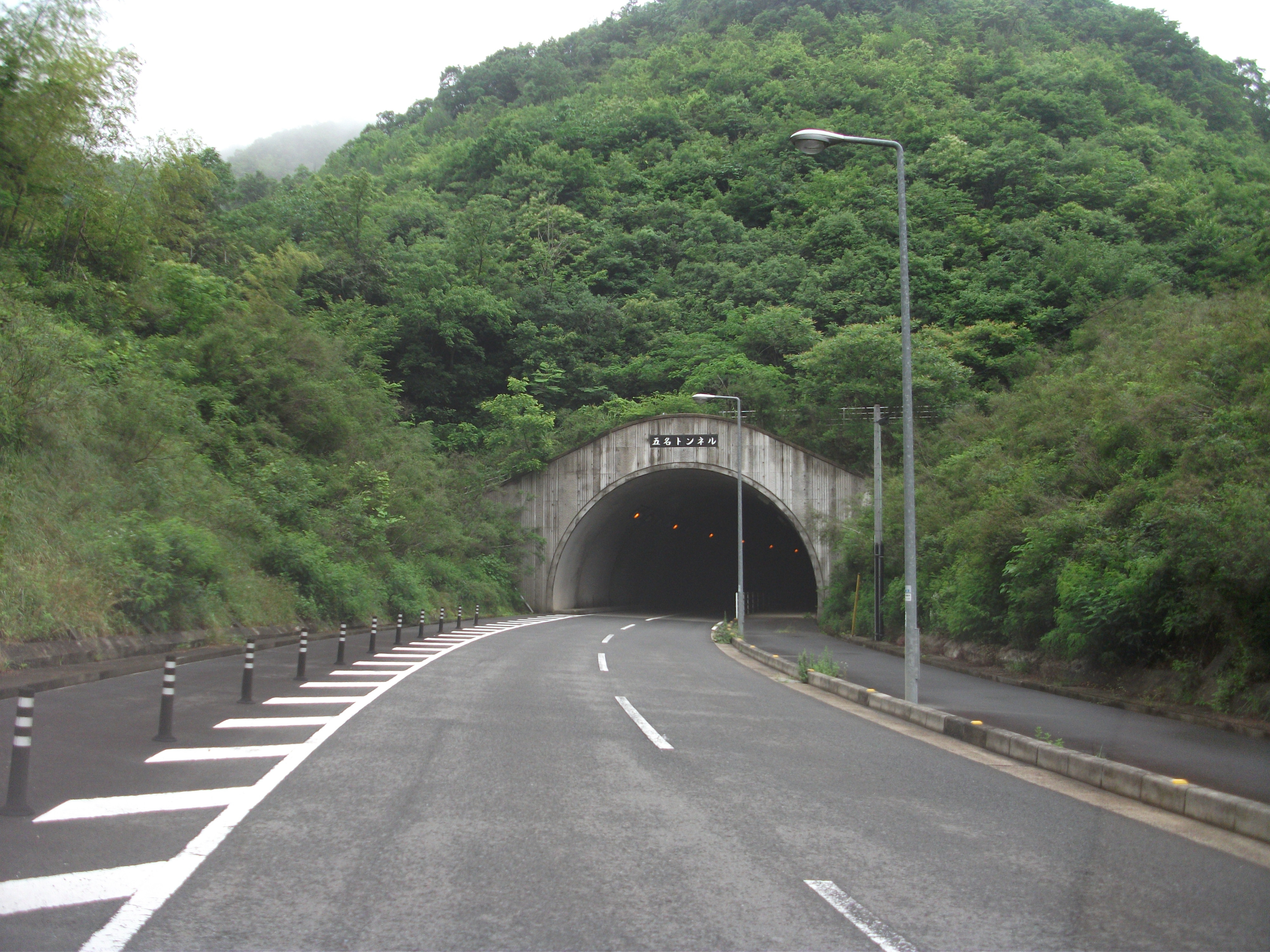
五名トンネル（東かがわ市五名）

#### 橋梁
- 徳島県
  - 姉妹橋（中山谷川、鳴門市、国道11号重複区間内）
- 香川県
  - 大川橋（馬宿川、東かがわ市、国道11号重複区間内）
  - 五名大橋（延長172 m、東かがわ市） - 2012年（平成24年）7月24日完成
  - 綾上橋（綾川、綾歌郡綾川町）
  - 桜橋（堂谷川、綾歌郡綾川町）
  - 亀甲橋（梶羽川、綾歌郡綾川町）
  - 三坂山高架橋（香川県道・徳島県道4号丸亀三好線・金倉川・土讃線、仲多度郡まんのう町）
  - 新河内川橋（河内川、三豊市）
  - 粟井川橋（粟井川、観音寺市）
  - 紀伊橋（柞田川、観音寺市）

#### トンネル
- 徳島県
  - 三津トンネル：延長690 m、1997年（平成9年）竣工、鳴門市（国道11号重複区間内）
- 香川県
  - 引田トンネル：延長76 m、1958年（昭和33年）竣工、東かがわ市（国道11号重複区間内）
- 五名トンネル：延長468 m、幅員11.05 m、2001年（平成13年）9月竣工、東かがわ市
- はらいがわトンネル：延長172 m、幅員8.5 m、2011年（平成23年）5月18日貫通、2012年（平成24年）7月24日完成、東かがわ市
- 大窪トンネル：延長322 m、幅員7.0 m、2006年（平成18年）5月竣工、さぬき市

#### 道の駅
- 香川県
  - しおのえ（高松市、国道193号重複区間内）

## 地理

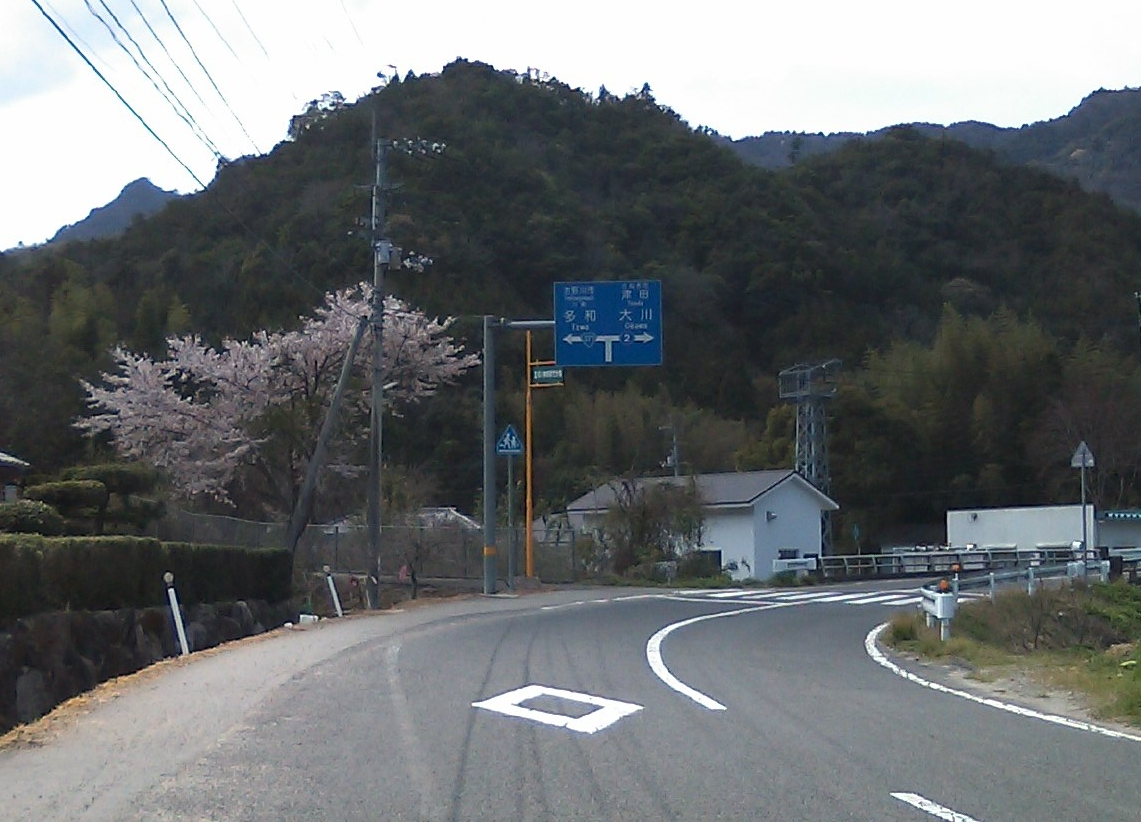
国道377号（東かがわ市五名）

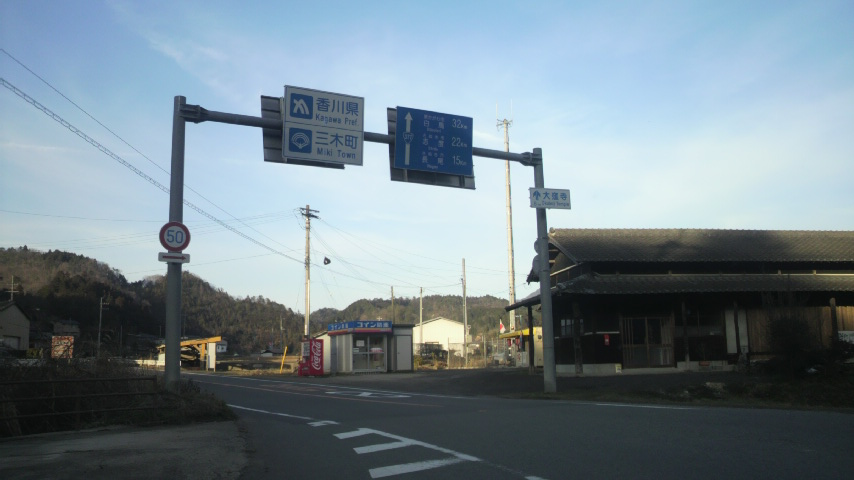
国道377号（美馬市脇町清水）
交差点 - 県境標識の間が徳島県内の単独区間23 mとされる。

起点方向からの国道193号合流地点はやインターネット地図の一部で三木町内となっているものもあるが、平成22年徳島県道路現況調書によると徳島県内の実延長（重複区間を含まないキロ数）が0.023 kmとなっていることや、昇格前の県道の路線名、実際の県境看板の様子（記事内写真参照）などから、23 mのみ単独区間が徳島県美馬市を通過しているとして取り扱う。

### 通過する自治体
- 徳島県
  - 鳴門市
- 香川県
  - 東かがわ市 - さぬき市 - 木田郡三木町
- 徳島県
  - 美馬市
- 香川県
  - 木田郡三木町 - 高松市 - 綾歌郡綾川町 - 丸亀市 - 仲多度郡まんのう町 - 仲多度郡琴平町 - 仲多度郡まんのう町 - 三豊市 - 観音寺市

### 交差する道路
| 交差する道路                                                    | 都道府県名 | 市町村名   | 市町村名   | 交差する場所      | 交差する場所                      |
| --------------------------------------------------------------- | ---------- | ---------- | ---------- | ----------------- | --------------------------------- |
| 国道11号 重複区間起点 E11 高松自動車道 e28 神戸淡路鳴門自動車道 | 徳島県     | 鳴門市     | 鳴門市     | 撫養町木津        | 鳴門IC入口交差点 / 起点 12 鳴門IC |
| 徳島県道11号鳴門公園線                                          | 徳島県     | 鳴門市     | 鳴門市     | 撫養町木津        |                                   |
| 徳島県道42号瀬戸撫養線                                          | 徳島県     | 鳴門市     | 鳴門市     | 瀬戸町明神        |                                   |
| 徳島県道228号大谷櫛木線                                         | 徳島県     | 鳴門市     | 鳴門市     | 北灘町櫛木        | 北灘町櫛木交差点                  |
| 徳島県道183号亀浦港櫛木線                                       | 徳島県     | 鳴門市     | 鳴門市     | 北灘町櫛木        |                                   |
| 徳島県道41号徳島北灘線                                          | 徳島県     | 鳴門市     | 鳴門市     | 北灘町折野        |                                   |
| 徳島県道・香川県道1号徳島引田線                                 | 香川県     | 東かがわ市 | 東かがわ市 | 坂元              | 大坂峠入口交差点                  |
| 香川県道121号川股馬宿線                                         | 香川県     | 東かがわ市 | 東かがわ市 | 馬宿              | 馬宿三差路交差点                  |
| 香川県道122号津田引田線                                         | 香川県     | 東かがわ市 | 東かがわ市 | 引田              |                                   |
| 香川県道40号白鳥引田線                                          | 香川県     | 東かがわ市 | 東かがわ市 | 引田              | 引田IC北交差点                    |
| 香川県道125号讃岐白鳥停車場線                                   | 香川県     | 東かがわ市 | 東かがわ市 | 松原              | 前場交差点                        |
| 国道11号 重複区間終点 国道318号 重複区間起点                    | 香川県     | 東かがわ市 | 東かがわ市 | 白鳥              | 田高田（たこうだ）交差点          |
| 国道11号 / バイパス                                             | 香川県     | 東かがわ市 | 東かがわ市 | 白鳥              |                                   |
| 国道318号 重複区間終点 香川県道40号白鳥引田線                   | 香川県     | 東かがわ市 | 東かがわ市 | 西山              | 白鳥町西山交差点                  |
| 香川県道132号田面入野山線                                       | 香川県     | 東かがわ市 | 東かがわ市 | 入野山            |                                   |
| 香川県道・徳島県道2号津田川島線 重複区間起点                    | 香川県     | 東かがわ市 | 東かがわ市 | 五名              |                                   |
| 香川県道・徳島県道2号津田川島線 重複区間終点                    | 香川県     | 東かがわ市 | 東かがわ市 | 五名              |                                   |
| 香川県道・徳島県道3号志度山川線 重複区間起点                    | 香川県     | さぬき市   | さぬき市   | 多和槙川          |                                   |
| 香川県道・徳島県道3号志度山川線 重複区間終点                    | 香川県     | さぬき市   | さぬき市   | 多和助光西        | 多和駐在所前交差点                |
| 香川県道148号多和三木線                                         | 香川県     | さぬき市   | さぬき市   | 多和経座西        |                                   |
| 国道193号 重複区間起点 国道492号 重複区間起点                   | 香川県     | 木田郡     | 三木町     | 大字奥山          |                                   |
| 香川県道263号鹿庭奥山線                                         | 香川県     | 木田郡     | 三木町     | 大字奥山          |                                   |
| 香川県道42号小蓑前田東線                                        | 香川県     | 木田郡     | 三木町     | 大字小蓑          |                                   |
| 徳島県道・香川県道106号穴吹塩江線                               | 香川県     | 高松市     | 高松市     | 塩江町安原上東    |                                   |
| 徳島県道・香川県道7号美馬塩江線                                 | 香川県     | 高松市     | 高松市     | 塩江町安原上東    |                                   |
| 香川県道30号塩江屋島西線                                        | 香川県     | 高松市     | 高松市     | 塩江町安原上東    |                                   |
| 香川県道167号枌所西中徳線                                       | 香川県     | 高松市     | 高松市     | 塩江町安原下第2号 |                                   |
| 香川県道43号中徳三谷高松線                                      | 香川県     | 高松市     | 高松市     | 塩江町安原下第2号 |                                   |
| 国道193号 重複区間終点 国道492号 重複区間終点                   | 香川県     | 高松市     | 高松市     | 香川町安原下第3号 |                                   |
| 香川県道39号国分寺中通線                                        | 香川県     | 綾歌郡     | 綾川町     | 枌所西            |                                   |
| 香川県道182号千疋西分線 重複区間起点                            | 香川県     | 綾歌郡     | 綾川町     | 山田上            |                                   |
| 香川県道182号千疋西分線 重複区間終点                            | 香川県     | 綾歌郡     | 綾川町     | 山田上            |                                   |
| 香川県道17号府中造田線 重複区間起点                             | 香川県     | 綾歌郡     | 綾川町     | 山田下            | 綾川町大柳交差点                  |
| 香川県道17号府中造田線 重複区間終点                             | 香川県     | 綾歌郡     | 綾川町     | 山田下            | 綾川町長田交差点                  |
| 香川県道185号造田滝宮線                                         | 香川県     | 綾歌郡     | 綾川町     | 羽床上            | 綾川町羽床上                      |
| 香川県道278号綾歌綾川線 重複区間起点                            | 香川県     | 綾歌郡     | 綾川町     | 羽床上            |                                   |
| 香川県道278号綾歌綾川線 重複区間終点                            | 香川県     | 綾歌郡     | 綾川町     | 羽床下            |                                   |
| 国道32号 重複区間起点 香川県道282号高松琴平線 重複区間起点      | 香川県     | 丸亀市     | 丸亀市     | 綾歌町栗熊東      | 新羽床口交差点                    |
| 香川県道22号善通寺綾歌線                                        | 香川県     | 丸亀市     | 丸亀市     | 綾歌町栗熊東      |                                   |
| 香川県道282号高松琴平線 重複区間終点                            | 香川県     | 丸亀市     | 丸亀市     | 綾歌町岡田下      |                                   |
| 国道438号                                                       | 香川県     | 丸亀市     | 丸亀市     | 綾歌町岡田下      |                                   |
| 国道438号 / バイパス                                            | 香川県     | 丸亀市     | 丸亀市     | 綾歌町岡田上      |                                   |
| 香川県道47号岡田善通寺線                                        | 香川県     | 丸亀市     | 丸亀市     | 綾歌町岡田上      | [ 注釈 10 ]                       |
| 香川県道195号岡田丸亀線 重複区間起点                            | 香川県     | 丸亀市     | 丸亀市     | 綾歌町岡田上      |                                   |
| 香川県道195号岡田丸亀線 重複区間終点                            | 香川県     | 丸亀市     | 丸亀市     | 綾歌町岡田上      |                                   |
| 香川県道282号高松琴平線                                         | 香川県     | 仲多度郡   | まんのう町 | 羽間              | [ 注釈 10 ]                       |
| 香川県道46号長尾丸亀線                                          | 香川県     | 仲多度郡   | まんのう町 | 羽間              | 安造田交差点                      |
| 香川県道199号炭所西善通寺線                                     | 香川県     | 仲多度郡   | まんのう町 | 吉野下            | 杉の上西交差点                    |
| 香川県道200号まんのう善通寺線                                   | 香川県     | 仲多度郡   | まんのう町 | 吉野下            |                                   |
| 香川県道・徳島県道4号丸亀三好線 香川県道190号炭所東琴平線 重複  | 香川県     | 仲多度郡   | まんのう町 | 四條              |                                   |
| 香川県道・徳島県道4号丸亀三好線                                 | 香川県     | 仲多度郡   | まんのう町 | 五條              | [ 注釈 12 ]                       |
| 国道32号 重複区間終点 国道319号                                 | 香川県     | 仲多度郡   | まんのう町 | 買田              | 買田東交差点                      |
| 香川県道208号大麻琴平買田線                                     | 香川県     | 仲多度郡   | まんのう町 | 買田              | 買田交差点                        |
| 香川県道23号詫間琴平線                                          | 香川県     | 仲多度郡   | まんのう町 | 佐文              | まんのう町佐文交差点              |
| 香川県道219号神田高瀬線                                         | 香川県     | 三豊市     | 三豊市     | 山本町神田        |                                   |
| 香川県道218号財田上高瀬線 重複区間起点                          | 香川県     | 三豊市     | 三豊市     | 山本町神田        |                                   |
| 香川県道218号財田上高瀬線 重複区間終点                          | 香川県     | 三豊市     | 三豊市     | 山本町神田        | 砂川交差点                        |
| 香川県道・徳島県道5号観音寺池田線                               | 香川県     | 三豊市     | 三豊市     | 山本町財田西      | 山本町長瀬交差点                  |
| 徳島県道・香川県道6号込野観音寺線                               | 香川県     | 三豊市     | 三豊市     | 山本町辻          | 毘沙門堂交差点                    |
| 香川県道240号粟井観音寺線                                       | 香川県     | 観音寺市   | 観音寺市   | 粟井町            |                                   |
| 香川県道241号丸井萩原豊浜線                                     | 香川県     | 観音寺市   | 観音寺市   | 大野原町丸井      | 丸井市場交差点                    |
| 香川県道242号福田原観音寺線                                     | 香川県     | 観音寺市   | 観音寺市   | 大野原町青岡      |                                   |
| 香川県道24号善通寺大野原線                                      | 香川県     | 観音寺市   | 観音寺市   | 大野原町中姫      |                                   |
| 香川県道・徳島県道8号観音寺佐野線                               | 香川県     | 観音寺市   | 観音寺市   | 大野原町大野原    | 辻東交差点                        |
| 香川県道244号先林姫浜線                                         | 香川県     | 観音寺市   | 観音寺市   | 豊浜町姫浜        |                                   |
| 国道11号 香川県道245号豊浜港線                                  | 香川県     | 観音寺市   | 観音寺市   | 豊浜町姫浜        | 姫浜交差点 / 終点                 |

### 交差する鉄道
- 高徳線
- 高松琴平電気鉄道琴平線
- 土讃線
- 予讃線

### 沿線
- 四国霊場第88番札所大窪寺
- 四国霊場第67番札所大興寺
- 三宝寺

### 峠
- 香川県
  - 大坂峠（東かがわ市五名）
  - 清水峠（木田郡三木町）
  - 伊予見峠（仲多度郡まんのう町 - 三豊市）